# Полуплоскость

Верхняя полуплоскость

Полупло́скость — множество всех точек плоскости, которые находятся по одну сторону от некоторой прямой на этой плоскости, то есть по ту же сторону, что и некоторая заданная точка вне прямой. Эта прямая определяет полуплоскость и является её границей, а полуплоскость исходит из своей границы, или просто полуплоскость от границы.
В некоторых источниках граница полуплоскости ей принадлежит, то есть полуплоскость замкнута. В некоторых школьных материалах открытость или замкнутость полуплоскости может быть несущественной.
Замкнутая полуплоскость — полуплоскость со своей границей.
Полуплоскость есть выпуклая неограниченная область как одновременно открытое множество и неограниченное выпуклое множество.
Другое название замкнутой полуплоскости — односторонник, это простейший плоский выпуклый многосторонник.
Для двумерной гиперболической геометрии (геометрии Лобачевского) построена модель Пуанкаре с метрикой Пуанкаре верхней полуплоскости.
Полуплоскость, обобщение полупрямой и частный случай полупространства, обладает по сравнение с ними следующей особенностью: полуплоскость может быть комплексной.
На комплексной плоскости верхняя полуплоскость имеет следующее важное свойство. Для любой точки границы единичного круга найдётся такое аналитическое отображение круга на верхнюю полуплоскость, что все преобразования с неподвижной этой точкой переходят в линейные преобразования верхней полуплоскости.
Полуплоскость также есть частный случай трубчатой области.

## Определение полуплоскости

Точки и лежат в одной полуплоскости, точки и — в разных полуплоскостях с общей границей

Полуплоскость {\displaystyle H} — множество всех точек {\displaystyle M} плоскости, которые находятся по ту же сторону от некоторой прямой {\displaystyle L} на этой плоскости, что и некоторая заданная точка {\displaystyle A} вне прямой, то есть полуплоскость {\displaystyle H} — это точка {\displaystyle A} и множество всех точек {\displaystyle M} таких, что отрезок {\displaystyle AM} не имеет общих точек с прямой {\displaystyle L}. Прямая {\displaystyle L} определяет полуплоскость {\displaystyle H} и является её границей.
Замкнутая полуплоскость {\displaystyle {\bar {H}}} — полуплоскость со своей границей {\displaystyle \partial H}, {\displaystyle {\bar {H}}=H\cup \partial H}.
Теорема 1. Две точки {\displaystyle A\notin L} и {\displaystyle M\notin L} на одной плоскости лежат в одной и той же полуплоскости, которая определяется прямой {\displaystyle L}, тогда и только тогда, когда {\displaystyle L} не пересекается с отрезком {\displaystyle AM}.
Теорема 2. Произвольная прямая {\displaystyle L} на плоскости {\displaystyle P} делит эту плоскость на две полуплоскости {\displaystyle H_{1}} и {\displaystyle H_{2}}. Более формально: на плоскости {\displaystyle P} вне прямой {\displaystyle L\subset P} существуют точки {\displaystyle A} и {\displaystyle B,} {\displaystyle A,\,B\notin L}, такие, что разные полуплоскости {\displaystyle H_{1}\subset P} и {\displaystyle H_{2}\subset P}, которым принадлежат эти точки, {\displaystyle A\in H_{1}}, {\displaystyle B\in H_{2}}, заполняют с прямой {\displaystyle L} всю плоскость и имеют своими границами {\displaystyle L}, то есть {\displaystyle H_{1}\cup H_{2}\cup L=P} и {\displaystyle \partial H_{1}=\partial H_{2}=L}.

### Декартовы координаты
В общем двумерном случае на плоскости {\displaystyle \mathbb {R} ^{2}} с декартовыми координатами {\displaystyle (x,\,y)} координаты точек полуплоскости отвечают следующему неравенству, использующим общее уравнение прямой
{\displaystyle L(x,\,y)=Ax+By+C>0},
где {\displaystyle A,\,B,\,C} — постоянные, причём {\displaystyle A} и {\displaystyle B} одновременно не равны нулю.
Граница полуплоскости — прямая, определяющая полуплоскость. В определении это прямая
{\displaystyle L(x,\,y)=Ax+By+C=0}.

### Комплексные координаты
На комплексной плоскости {\displaystyle \mathbb {C} } с координатами {\displaystyle z=x+iy} обычно рассматриваются следующие частные случаи:
- верхняя полуплоскость[комм 1] {\displaystyle y=\operatorname {Im} z>0},
- нижняя полуплоскость[комм 1] {\displaystyle y=\operatorname {Im} z<0},
- левая полуплоскость[комм 1] {\displaystyle x=\operatorname {Re} z<0},
- правая полуплоскость[комм 1] {\displaystyle x=\operatorname {Re} z>0}.

Все полуплоскости, граница которых проходит через начало координат, можно представить следующей формулой:
{\displaystyle t-{\frac {\pi }{2}}<\operatorname {Arg} z<t+{\frac {\pi }{2}}}, {\displaystyle \,\,0\leqslant t<2\pi }.

### Прямая и полуплоскость на комплексной плоскости
Рассмотрим на комплексной плоскости произвольную прямую {\displaystyle L\subset \mathbb {C} }. Эта прямая определяется произвольной точкой {\displaystyle a\in L} и вектором направления прямой {\displaystyle b\in \mathbb {C} }, поэтому её уравнение будет следующим:
{\displaystyle L=\{z=a+tb\colon \,b\neq 0,\,-\infty <t<\infty ,\,t\in \mathbb {R} \}.}
Так как {\displaystyle b\neq 0}, то уравнение прямой перепишем в следующем виде:
{\displaystyle L=\left\{z\colon \,\operatorname {Im} {\frac {z-a}{b}}=0,\,b\neq 0\right\}.}
Так как {\displaystyle b\in \mathbb {C} } — направление прямой, положим {\displaystyle |b|=1}. В этом случае пусть {\displaystyle a=0} и рассмотрим полуплоскость
{\displaystyle H_{0}=\left\{z\colon \,\operatorname {Im} {\frac {z}{b}}>0\right\}},
где {\displaystyle b=e^{i\beta }}. Теперь при {\displaystyle z=re^{i\theta }} имеем {\displaystyle {\frac {z}{b}}=re^{i(\theta -\beta )}}. Таким образом, {\displaystyle z} принадлежит полуплоскости {\displaystyle H_{0}}, {\displaystyle z\in H_{0}}, тогда и только тогда, когда {\displaystyle \sin(\theta -\beta )>0}, то есть когда {\displaystyle \beta <\theta <\pi +\beta }. Следовательно, полуплоскость {\displaystyle H_{0}} лежит слева от прямой {\displaystyle L}, если «идти по {\displaystyle L} в направлении {\displaystyle b}».
Таким образом, полуплоскость
{\displaystyle H_{a}=\left\{z\colon \,\operatorname {Im} {\frac {z-a}{b}}>0\right\}}
есть параллельный перенос полупроскости {\displaystyle H_{0}} на вектор {\displaystyle a}, {\displaystyle H_{a}=a+H_{0}\equiv \{a+w\colon \,w\in H_{0}\}}. Следовательно, полуплоскость {\displaystyle H_{a}} лежит слева от прямой {\displaystyle L}.
Точно так же полуплоскость
{\displaystyle K_{a}=\left\{z\colon \,\operatorname {Im} {\frac {z-a}{b}}<0\right\}}
лежит справа от прямой {\displaystyle L}.

#### Пример. Определение касательной
Рассмотрим на комплексной плоскости произвольную окружность {\displaystyle C\subset \mathbb {C} }, {\displaystyle C=\{z\in \mathbb {C} \colon \,|z-c|=r,\,r>0,\,r\in \mathbb {R} \}.} Возьмём на окружности {\displaystyle C} произвольную точку {\displaystyle a}, {\displaystyle a=c+re^{i\alpha }}, и проведём через неё следующую прямую:
{\displaystyle L_{\beta }=\left\{z\colon \,\operatorname {Im} {\frac {z-a}{b}}=0,\,b=e^{i\beta }\right\}.}
Прямая {\displaystyle L_{\beta }} касается окружности {\displaystyle C} в точке {\displaystyle a} тогда и только тогда, когда окружность {\displaystyle C} полностью, кроме точки {\displaystyle a}, принадлежит одной из полуплоскостей с границей {\displaystyle L_{\beta }}, то есть когда для произвольной точки {\displaystyle z=c+re^{i\gamma }} окружности {\displaystyle C}, {\displaystyle \gamma \neq \alpha },
{\displaystyle \operatorname {Im} {\frac {z-a}{b}}>0\,\,} или {\displaystyle \,\,\operatorname {Im} {\frac {z-a}{b}}<0},
то есть
{\displaystyle \sin {\frac {\gamma -\alpha }{2}}\cos \left({\frac {\gamma +\alpha }{2}}-\beta \right)\neq 0},
поскольку верна следующая цепочка равенств:
{\displaystyle {\frac {z-a}{b}}={\frac {c+re^{i\gamma }-(c+re^{i\alpha })}{e^{i\beta }}}={\frac {e^{i\gamma }-e^{i\alpha }}{e^{i\beta }}}=}
{\displaystyle ={\frac {1}{e^{i\beta }}}(\cos \gamma +i\sin \gamma -(\cos \alpha +i\sin \alpha ))=}
{\displaystyle ={\frac {1}{e^{i\beta }}}\left(-2\sin {\frac {\gamma +\alpha }{2}}\sin {\frac {\gamma -\alpha }{2}}+2i\sin {\frac {\gamma -\alpha }{2}}\cos {\frac {\gamma +\alpha }{2}}\right)=}
{\displaystyle ={\frac {1}{e^{i\beta }}}\left(2i\sin {\frac {\gamma -\alpha }{2}}\left(i\sin {\frac {\gamma +\alpha }{2}}+\cos {\frac {\gamma +\alpha }{2}}\right)\right)=}
{\displaystyle ={\frac {1}{e^{i\beta }}}\left(2i\sin {\frac {\gamma -\alpha }{2}}e^{\frac {\gamma +\alpha }{2}}\right)=2i\sin {\frac {\gamma -\alpha }{2}}e^{{\frac {\gamma +\alpha }{2}}-\beta }=}
{\displaystyle =2i\sin {\frac {\gamma -\alpha }{2}}\left(\cos \left({\frac {\gamma +\alpha }{2}}-\beta \right)+i\sin \left({\frac {\gamma +\alpha }{2}}-\beta \right)\right)}.
Так как {\displaystyle \gamma \neq \alpha }, то решением неравенства будет совокупность неравенств, состоящая из двух систем неравенств:
1) {\displaystyle {\frac {\gamma -\alpha }{2}}\neq 0}, {\displaystyle \,\,\left({\frac {\gamma +\alpha }{2}}-\beta \right)\neq -{\frac {\pi }{2}}},
{\displaystyle {\frac {\gamma -\alpha }{2}}\neq 0}, {\displaystyle \,\,\left({\frac {\gamma -\alpha }{2}}+\alpha -\beta +{\frac {\pi }{2}}\right)\neq 0},
{\displaystyle \gamma \neq \alpha }, {\displaystyle \,\,\alpha -\beta +{\frac {\pi }{2}}=0};
2) {\displaystyle \gamma \neq \alpha }, {\displaystyle \,\,\alpha -\beta -{\frac {\pi }{2}}=0},
откуда окончательно получаем:
{\displaystyle \beta =\alpha \pm {\frac {\pi }{2}}}.

### Отображения с полуплоскостью
1. Единичный круг. На комплексной плоскости {\displaystyle \mathbb {C} (z)} единичный круг {\displaystyle |z|<1} и верхняя полуплоскость {\displaystyle \operatorname {Im} z>0} дробно-линейно изоморфны, поскольку верхняя полуплоскость конформно отображается на единичный круг следующим дробно-линейным отображением:
{\displaystyle e^{i\theta }{\frac {z-a}{z-{\bar {a}}}},\,a\in \mathbb {C} ,\,\theta \in \mathbb {R} ,\,\operatorname {Im} a>0.}
2. Полуполоса. На комплексной плоскости {\displaystyle \mathbb {C} } с координатами {\displaystyle z=x+iy} однолистное и конформное преобразование {\displaystyle w=\sin z} отображает полуполосу {\displaystyle -{\frac {\pi }{2}}<x<{\frac {\pi }{2}},\,y>0} на верхнюю полуплоскость. На рисунке внизу показано соответствие линий при этом преобразовании, а именно:
- вертикальные лучи {\displaystyle \{x=x_{0},\,0<y<\infty \}} отображаются на верхнюю полуплоскость в части гипербол с фокусами {\displaystyle \pm 1};
- горизонтальные отрезки {\displaystyle \{-{\frac {\pi }{2}}<x<{\frac {\pi }{2}},\,y=y_{0}\}} отображаются на верхнюю полуплоскость в части эллипсов с теми же фокусами {\displaystyle \pm 1}.

Преобразование полуполосы в полуплоскость
Преобразование вертикальной полуполосы в верхнюю полуплоскость функцией {\displaystyle w=\sin z}

## Пересечение выпуклых фигур

Пересечение трёх фигур

Пересечение фигур {\displaystyle M_{1},\,M_{2},\,\dots ,\,M_{k}} — фигура, которая состоит из всех тех точек, которые принадлежат сразу всем фигурам {\displaystyle M_{1},\,M_{2},\,\dots ,\,M_{k}}.
Вполне возможно пересечение произвольного неограниченного количества фигур.
Теорема 1. Пересечение произвольного количества выпуклых фигур суть снова выпуклая фигура, если оно включает хотя бы одну точку).
Рассмотрим пересечение {\displaystyle M} бесконечного числа выпуклых фигур {\displaystyle M_{1},\,M_{2},\,\dots .} Найдём две любые точки {\displaystyle A} и {\displaystyle B} новой фигуры {\displaystyle M}. По определению пересечения, эти точки принадлежат любой из фигур {\displaystyle M_{1},\,M_{2},\,\dots .} Поскольку эти фигуры {\displaystyle M_{1},\,M_{2},\,\dots } выпуклы, то любая их них включает и весь отрезок {\displaystyle AB}. Но тогда и пересечение этих фигур {\displaystyle M_{1},\,M_{2},\,\dots } — фигура {\displaystyle M} — включает этот отрезок {\displaystyle AB}. Таким образом, фигура {\displaystyle M} вместе с двумя любыми точками {\displaystyle A} и {\displaystyle B} включает также и соединяющий их отрезок {\displaystyle AB} и по определению выпукла.
Следующую теорему можно взять за новое определение выпуклой фигуры.
Теорема 2. Плоская фигуры выпукла тогда и только тогда, когда её можно представить как пересечение некоторого количества полуплоскостей.
Замечание. Полуплоскостями, пересечение которых представляет собой заданную выпуклую фигуру {\displaystyle M}, могут быть все полуплоскости, которые содержат эту фигуру {\displaystyle M} и ограничены её опорными прямыми.
1. Достаточность. Из теоремы 1 вытекает, что, поскольку плоскость выпукла, то пересечение произвольного количества полуплоскостей есть выпуклая фигура.
2. Необходимость. Существуют полуплоскости, которым целиком принадлежит фигура {\displaystyle M}; например, каждая опорная прямая фигуры {\displaystyle M} разбивает  
плоскость на две полуплоскости, в одной из которых лежит {\displaystyle M}. Далее, пересечение всех полуплоскостей, в которых лежит {\displaystyle M},  — фигура {\displaystyle N} выпукла и содержит {\displaystyle M}.
Докажем, что {\displaystyle M} и {\displaystyle N} совпадают. Рассмотрим точку {\displaystyle A}, не принадлежащую фигуре {\displaystyle M}. Найдём какую-нибудь прямую {\displaystyle l}, которая разделяет выпуклую фигуру {\displaystyle M} и выпуклую ограниченную фигуру {\displaystyle A}. Тогда полуплоскость, определяемая прямой {\displaystyle l} и содержащая фигуру {\displaystyle M}, точку {\displaystyle A} не содержит, и по построению фигуры {\displaystyle N} точка {\displaystyle A} не лежит в {\displaystyle N}. Следовательно, точки, не принадлежащие {\displaystyle M}, не принадлежат и {\displaystyle N}, то есть {\displaystyle M} и {\displaystyle N} совпадают.

## Выпуклый многосторонник

Отрезок как выпуклый четырёхсторонник

Выпуклый многосторонник — фигура на плоскости, которую можно представить как пересечение конечного числа замкнутых полуплоскостей.
Простейший выпуклый многосторонник — это односторонник, то есть замкнутая полуплоскость.
Треугольник — простейший ограниченный выпуклый многосторонник; при {\displaystyle n\geqslant 3} выпуклые трёхсторонники, четырёхсторонники и так далее бывают ограниченные и неограниченные. Отрезок — пример выпуклого ограниченного четырёхсторонника.

### Комментарии
1. 1 2 3 4 5 6 7  Имеется перевод на английский язык.